# Vittorio Betteloni
Vittorio Betteloni (født 14. juni 1840 i Verona, død 1. september 1910 i San Pietro in Cariano) var en italiensk digter. Han var søn af Cesare Betteloni.
Betteloni udgav alle faderens Versi i Verona 1874. Selv er han bekendt ved digtsamlingen In Primavera (Milano 1867), der slog ypperlig an ved sin friske og optimistiske tone; mindre lykke gjorde Nuovi versi (1880), hvor klangen er betydelig nedstemt. Han har desuden leveret gode oversættelser af Byrons Don Juan, Hamerlings Ahasverus in Rom og Goethes Hermann und Dorothea.